# Trup podmornice
Trup podmornice je zunanja struktura podmornice, ki daje plovilu obliko in varuje notranjost. Običajno je dvoplasten, novejše podmornice pa imajo lahko tudi več plasti. Njegova konstrukcija je kompromis med trdnostjo, ki določa največjo globino potopa, in težo.

## Zunanji trup
Zunanji ali lahki trup je šibkejša zunanja struktura, ki daje podmornici hidrodinamično obliko in varuje notranji del pred poškodbami, zlasti pri vojaških podmornicah. Na obeh straneh pregrade je voda, zato ni izpostavljen spremembam tlaka pri potapljanju. Po slednji značilnosti se razlikuje od dvojnega ladijskega trupa.
V prostoru med notranjim in zunanjim trupom se lahko nahajajo tudi rezervoarji za balastno vodo, gorivo itd., kar sprosti prostor v notranjem trupu

## Notranji trup
Notranji ali tlačni trup je ojačana struktura z debelimi kovinskimi stenami, znotraj katere je normalen zračni tlak za prebivanje in delo posadke. Njegova konstrukcija mora prenesti velike pritiske na globinah, zato je ojačan tudi s pregradami, izdelan pa mora biti popolnoma simetrično, da so deformacije zaradi tlaka enakomerne. Zaradi deformacij notranja struktura krovov običajno ni trdno pritrjena na tlačni trup, saj bi sicer lahko prišlo do ukrivljanja.
Pri manjših raziskovalnih podmornicah je tlačni trup v obliki krogle, ki ima najboljše razmerje med prostornino in površino, sicer pa je valjast.